# Présentateur de journal
Pour les articles homonymes, voir Présentateur.
Le présentateur de journal ou, au Québec, le présentateur de nouvelles, est le journaliste chargée de la présentation d'éditions d'information, que ce soit à la télévision, à la radio ou sur Internet.
Le terme nouvelles, pour désigner le journal télévisé ou les autres formes de bulletins d'information, est plus particulièrement employé au Canada francophone dans l'industrie des médias et de la communication. En Belgique, on parle également présentateur du JT ou présentateur des nouvelles.

## Métiers proches

### Lecteur de nouvelles
Un lecteur de nouvelles est un présentateur qui lit un bulletin de nouvelles. Avec l'irruption des télécommunications de masse, la technologie permet à des journalistes de jouer ce rôle de différents endroits, ce qui réduit l'importance d'un présentateur national de nouvelles.
Depuis le milieu des années 1980, plusieurs télédiffuseurs ont renoncé à utiliser des lecteurs de nouvelles, leur préférant des acteurs jouant ce rôle à l'aide d'un script rédigé par des spécialistes. Par contre, BBC et RTÉ ont préféré engager des lecteurs d'informations.

### Lecteur d'informations
Un lecteur d'informations est un journaliste qui a activement participé à la collecte et à la rédaction des nouvelles qu'il présentera.

### Chef d'antenne
Un chef d'antenne est une personnalité de la télévision qui présente du matériel préparé pour une émission de nouvelles, et qui commente parfois sur le coup. Ce terme est surtout utilisé au Canada et aux États-Unis. Plusieurs chefs d'antenne participent activement à la rédaction et à l'édition du bulletin de nouvelles. Parfois, ils peuvent interviewer des invités ou modérer des panels de discussion. Certains iront même jusqu'à commenter des parades et autres évènements populaires. 

### Chroniqueur
Le chroniqueur est un journaliste spécialisé dans un domaine d'actualités. Il peut être responsable d'une rubrique récurrente ou de commentaires ou analyses à chaud.

### Éditorialiste
Un éditorialiste est un journaliste spécialisé, un expert ou une personnalité reconnue sur son domaine de prédilection. Principalement mis à contribution en France, l'éditorialiste donne un point de vue sur un sujet d'actualité, une analyse parfois subjective, des commentaires teintés de style, d'emphase, d'humour ou de gravité.